# آرلتا (لس آنجلس)
آرلتا، لس آنجلس (به انگلیسی: Arleta) یک محله لس‌آنجلس در کالیفرنیا است که در لس آنجلس واقع شده‌است.